# Animal I Have Become
«Animal I Have Become» es el primer sencillo del álbum de 2006, One-X del grupo canadiense Three Days Grace.
El video fue dirigido por Dean Karr y Adam Gontier, quien fue el protagonista de dicho video. Gontier ha argumentado que la letra de "Animal I Have Become" está relacionada con su antigua adicción a las drogas. La canción formó parte del soundtrack del videojuego de WWE SmackDown vs. Raw 2007 y la canción permaneció en el puesto N.º 1 del Mainstream Rock Tracks durante 7 semanas. Animal I have become y Pain fueron lanzadas en versión acústica. Como detalle curioso, ganó el premio Billboard por mejor sencillo rock del año 2006.
Al contrario de lo que muchos internautas piensan, la canción no guarda relación alguna con ninguna serie de anime y/o de ficción ya que se centra en relatar como el consumo de drogas lleva a una persona a una condición infrahumana y como esa persona quiere salir de su condición.

## Posicionamiento en listas y certificaciones

### Listas semanales
| Lista (2006)                            | Mejor posición |
| --------------------------------------- | -------------- |
| Estados Unidos (Billboard Hot 100)      | 60             |
| Estados Unidos (Mainstream Rock Tracks) | 1              |
| Estados Unidos (Modern Rock Tracks)     | 1              |

### Certificaciones
| País           | Organismo certificador | Certificación | Ventas certificadas | Ref.  |
| -------------- | ---------------------- | ------------- | ------------------- | ----- |
| Canadá         | Music Canada           | 2× Platino    | 120 000             | [ 3 ] |
| Estados Unidos | RIAA                   | 2× Platino    | 2 000               | [ 4 ] |